# Raymond Embriaco (chambellan d'Antioche)
 (mai 2025).
Si vous disposez d'ouvrages ou d'articles de référence ou si vous connaissez des sites web de qualité traitant du thème abordé ici, merci de compléter l'article en donnant les références utiles à sa vérifiabilité et en les liant à la section « Notes et références ».
Raymond Embriaco, ou Raymond du Gibelet, mort après septembre 1238, est un noble d'origine génoise. Il est le fils puîné de Guy Ier Embriaco, seigneur du Gibelet, et de son épouse Alix d'Antioche, fille du prince Bohémond III.
Après la mort de son père vers 1238, son frère aîné Henri Ier lui succède comme seigneur du Gibelet.
Quant à Raymond, il devient chambellan de la principauté d'Antioche, dont il est apparenté à la famille princière.
Il apparait pour la dernière fois dans les archives en septembre 1238 mais sa date de mort est inconnue.
Il n'a pas d'union ou de descendance connue.